# Свети Пантелеймон (Порна)
Вижте пояснителната страница за други значения на Свети Пантелеймон.
„Свети Пантелеймон“ (на гръцки: Ιερός Ναός Αγίου Παντελεήμονος) е възрожденска църква в село Порна (Газорос), Гърция, енорийски храм на Зъхненската и Неврокопска епархия.
Църквата е построена в 1851 година и в 1970-1980 година е преустроена в сегашната сграда. В църквата има запазени възрожденски икони.
- Икона от XIX век - първи слой
- Икона от XIX век - втори слой